# Стойка Крастева
Стойка Крастева (болг. Стойка Кръстева; нар. 18 вересня 1985) — болгарська боксерка, олімпійська чемпіонка 2020 року, чемпіонка Європи. Почесна громадянка Софії.

## Любительська кар'єра
Чемпіонат світу 2012
- 1/32 фіналу: Перемогла Памвалай Леопам (Таїланд) — 10-8
- 1/16 фіналу: Перемогла Валерію Калабрезе (Італія) — 16-10
- 1/8 фіналу: Перемогла Сару Урамуне (Франція) — 21-15
- 1/4 фіналу: Програла Кароліні Міхальчук (Польща) — 14-27

Олімпійські ігри 2012
- 1/8 фіналу: Перемогла Сіону Фернандес (Нова Зеландія) — 23-11
- 1/4 фіналу: Програла Ніколі Адамс (Велика Британія) — 7-16

Чемпіонат світу 2014
- 1/16 фіналу: Перемогла Камілу Йогансен (Норвегія) — 3-0
- 1/8 фіналу: Перемогла Евеліну Віхерську (Польща) — 2-0
- 1/4 фіналу: Програла Террі Кордіні (Італія) — 0-3

Чемпіонат світу 2016
- 1/16 фіналу: Перемогла Бусеназ Чакироглу (Туреччина) — 3-0
- 1/8 фіналу: Перемогла Лізу Вайтсайд (Велика Британія) — 3-0
- 1/4 фіналу: Перемогла Саяну Сагатаєву (Росія) — 2-1
- 1/2 фіналу: Перемогла Крістіну Круз (США) — 3-0
- Фінал: Програла Діні Жоламан (Казахстан) — 0-3

Чемпіонат світу 2018
- 1/8 фіналу: Перемогла Турсиной Рахімову (Узбекистан) — 4-1
- 1/4 фіналу: Перемогла Манішу Маун (Індія) — 5-0
- 1/2 фіналу: Перемогла Міагмардиламин Нандінцецег (Монголія) — 5-0
- Фінал: Програла Лін Ютін (Китайський Тайбей) — 1-4

Олімпійські ігри 2020
- 1/16 фіналу: Перемогла Нгуєн Тхі Там (В'єтнам) — 3-2
- 1/8 фіналу: Перемогла Вірджинію Фукс (США) — 5-0
- 1/4 фіналу: Перемогла Хуань Хсяо Вень (Китай) — 4-1
- 1/2 фіналу: Перемогла Тсукімі Намікі (Японія) — 5-0
- Фінал: Перемогла Бусеназ Чакироглу (Туреччина) — 5-0